# Jack Jersey
Jack de Nijs, conocido como Jack Jersey (Cimahi, Java Occidental, 18 de julio de 1941 – Roosendaal, 26 de mayo de 1997), fue un músico neerlandés. Sobre todo era productor, compositor de canciones, letrista, arreglista y intérprete en los estilos soft rock, música ligera, country, canciones novedades y canciones neerlandesas. Hizo canciones en neerlandés y inglés, y algunas veces en malayo, alemán y italiano. Componía también música para instrumentalistas. Trabajó con artistas de los Países Bajos y otros países. Durante su vida Jack de Nijs y los artistas que representaba vendieron más de veinte millones de discos.

## Vida

### Años jóvenes
Jack de Nijs nació en Cimahi en las Indias Orientales Neerlandesas (la Indonesia de hoy). Ya cuando él era joven se notaba pronto que era dotado musicalmente. Cuando aún él era un niño pequeño tocaba ya con un banyo ukelele en una orquesta de su pueblo. En 1951 la familia repatriaba a los Países Bajos. Del año 1952 vivían en Roosendaal. Durante sus estudios cantaba como frontman de varios grupos musicales. Durante su estudio superior de hostelería en Maastricht conoció a Elly, quien más tarde se convirtió en su esposa.

### Compositor de canciones y productor

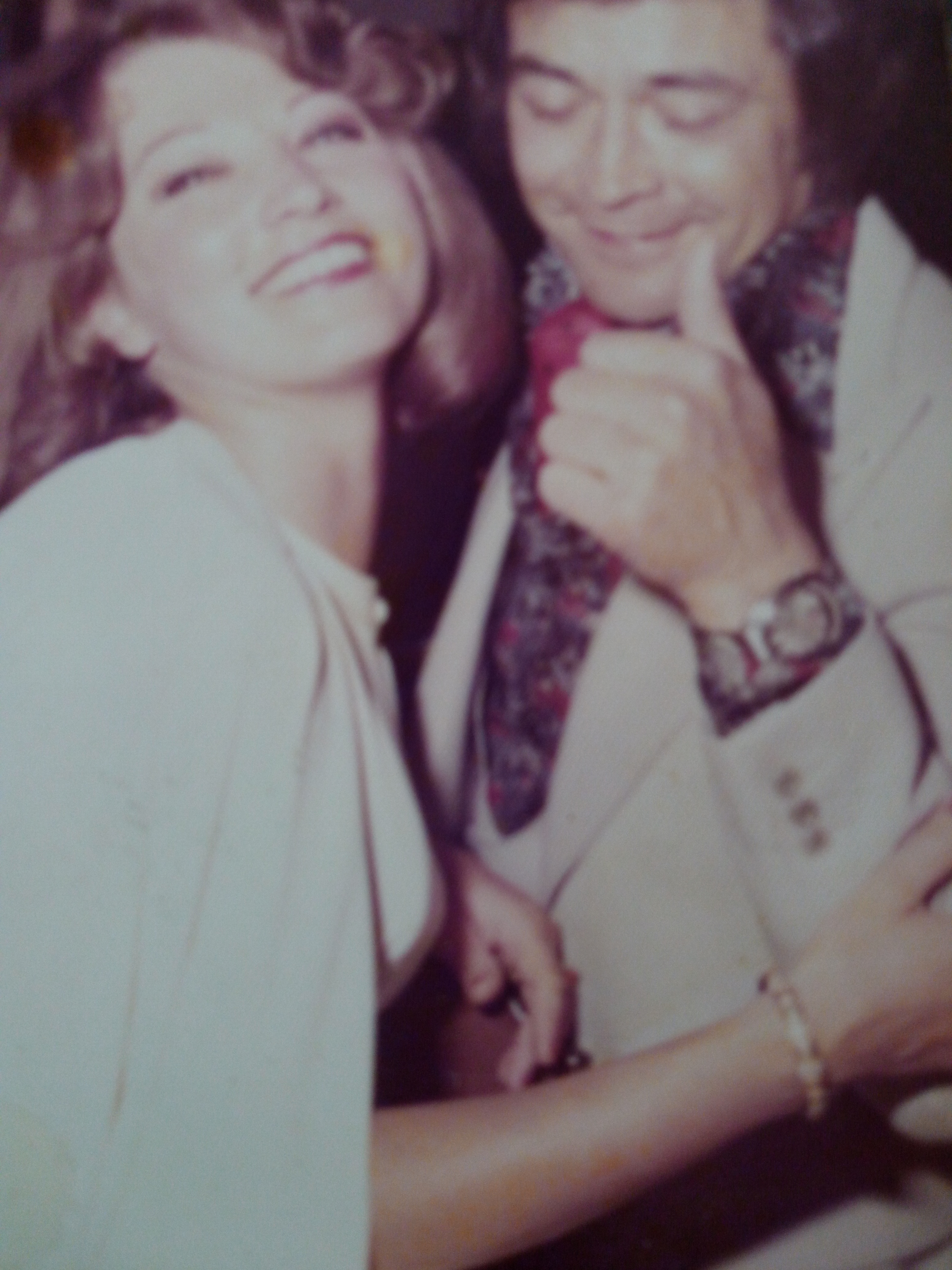
Elly y Jack de Nijs

Después de graduarse ocupó varias puestos de trabajo, completó su servicio militar y él tenía su propia compañía en la fabricación y entrega de comida indonesia. Mientras tanto cantó en varios grupos musicales, incluido dos grupos de jazz holandeses en Alemania. En 1966 Jack y Elly se casaron y en 1967 tuvieron un hijo. Después de que su propio negocio con comida indonesia no fuera lo suficientemente rentable, tuvo que solicitar un empleo y, finalmente, se convirtió el jefe del departamento de exportación de la fábrica de Philips en Roosendaal.
A pesar de todo, nada podía sofocar su pasión por la música. En 1968 De Nijs decidió de continuar su vida profesional en la música, como compositor de canciones y productor. En este año fundó su propia empresa J.R. Productions, inicialmente con Ruud Wenzel y poco más tarde con Henk Voorheijen. Los iniciales J.R. (Jack & Ruud) cambiaron a Jeetzi Rah (hebreo para Mundo de Creación). Voorheijen se encargaba de la gestión comercial y De Nijs se encargaba de las tareas creativas y musicales. Su canción Antoinette, en 1969, se convirtió en su primer hit single, exactamente al día de nacimiento de su hija. Era cantado por Leo den Hop en el neerlandés. La traducción de Antoinette por Ray Miller se convirtió en un éxito muy grande en Alemania. De los diez sencillos compuestos por De Nijs en el primer año, ocho de ellos fueron grandes éxitos en los Países Bajos. Además, tres traducciones eran éxitos muy grandes en Alemania.
En los años siguientes también se desarrolló como productor y arreglista. Compuso muchas canciones instrumentales para los saxofonistas André Moss y Maurice de la Croix. Los artistas que cantaron en el idioma neerlandés fueron incluyen, entre otros, Leo den Hop, Sjakie Schram, Cock van der Palm, Zangeres Zonder Naam, Arne Jansen, Tony Bass, Luk Bral, Jan Boezeroen y Frank & Mirella. Los artistas que cantaron en inglés incluyen, entre otros ,Crown's Clan, Road, Clover Leaf, Donna Lynton, Tielman Brothers, Tony Martin y Nick MacKenzie.

### Carrera como Jack Jersey

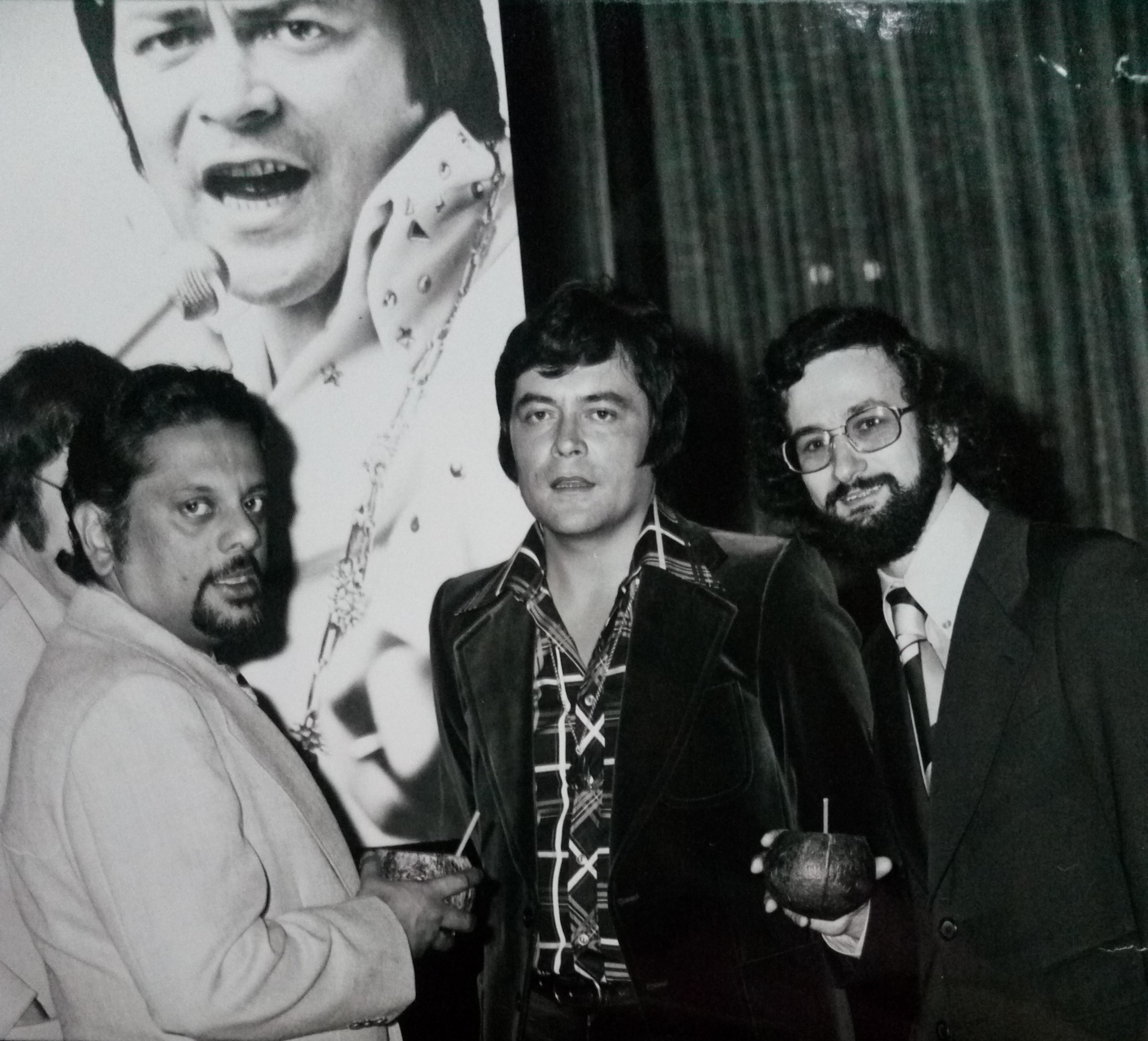
Roel Kruize, Bhaskar Menon, Jack Jersey y Theo Roos, 1974

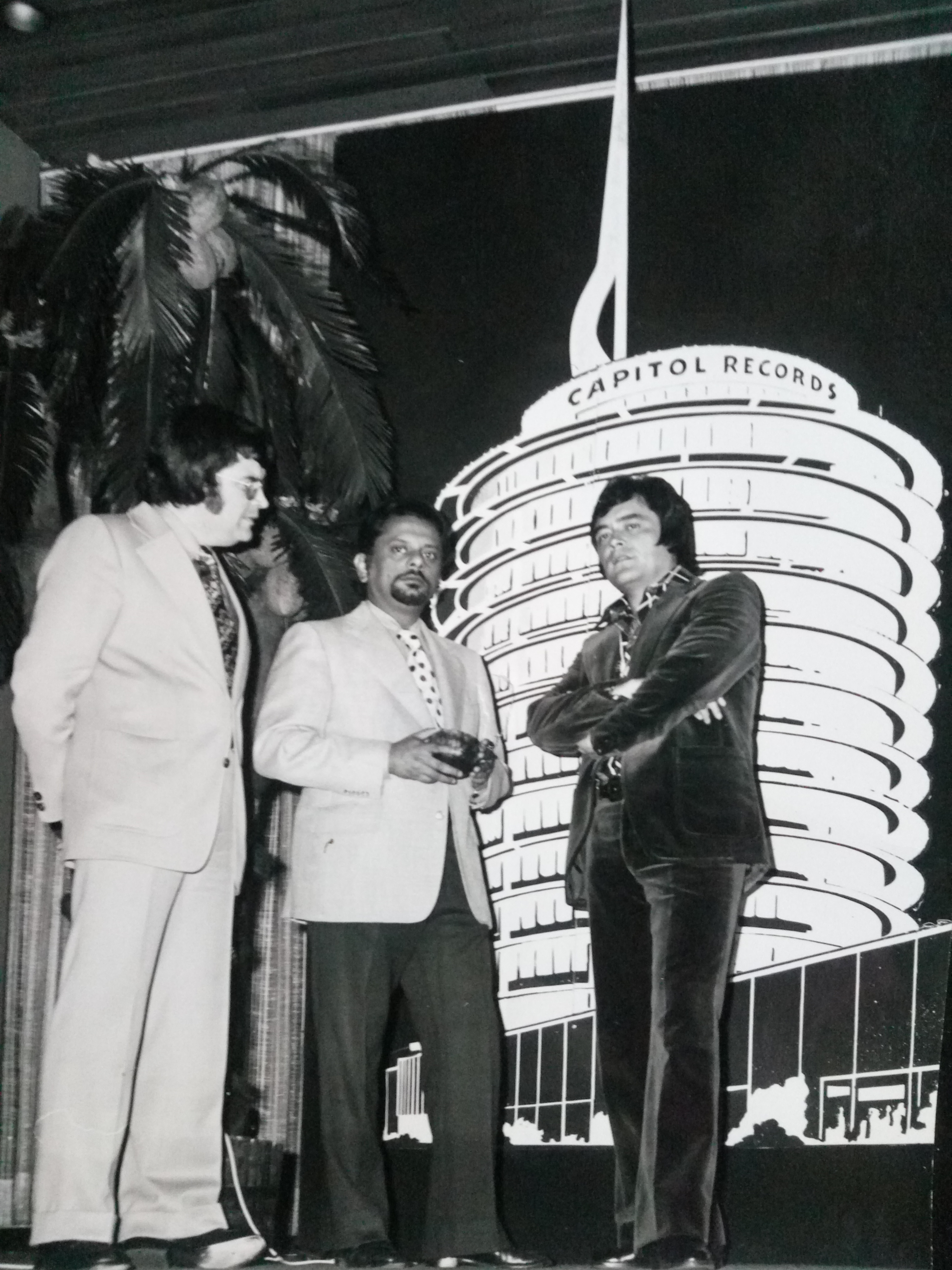
Kruize, Menon y Jersey, 1974

Jack de Nijs tenía algunos hit singles, éxitos modestos en neerlandés con su proprio nombre y uno en inglés, Blame it on the summersun (1971), con el seudónimo Ruby Nash. Participaba también en el grupo musical Brabants Bont (Abigarrado Brabantés). Cuando había escrito la canción I'm calling, y quería encontrar un cantante adecuado para cantarla él fue con esta banda de demostración al Midem en Cannes (en Francia). Conoció a un conocido disc-jockey holandés que lo asesoró para cantar él mismo este canción y liberar. Siguió eso consejo y lo grabó bajo el seudónimo Jack Jersey. Se convirtió en un disco de alarma, como lo llaman en los Países Bajos cuando un nuevo disco tiene el potencial de convertirse en un gran éxito. La carrera para Jack Jersey había comenzado y un éxito a otro éxito siguió.
A su padre se le ocurrió la idea de cambiar el nombre Jack de Nijs a Jack Jersey, porque suena más internacional. 
Otras fuentas mencionan que su nombre proviene de la isla de Jersey.
Aunque muchas personas escucharon algo de Elvis Presley en su estilo y música, él nunca tuvo la intención de hacerse pasar por él o de imitarlo con su voz de canto y en su estilo y en su música. Pero De Nijs lo acepta como un gran cumplido y gradualmente decidía abrazar ese imagen. I'm calling se convirtió en un gran éxito, así como catorce siguientes hit singles como In the still of the night, Papa was a poor man, I wonder y Blue brown eyed lady.
Era un éxito repentino e inesperado. Hubiera tenido la ambición de hacer una carrera como cantador individual 10 años más antes, pero mientras tanto se sintiera más compositor y productor de música que cantador. Siempre él estaba muy nervioso antes de los conciertos. A ciertas personas era la prueba de que sea un verdadero artista. Sin embargo, limitó el número de conciertos a quince veces por año.

#### Nashville
Su LP In the still of the night (1974) fue la razón en que Capitol Records lo invitó agrabar un álbum en Nashville, Tennessee, con The Jordanaires. Esto grupo musical había cantado con Elvis Presley en el período de 1956 hasta 1972. En Nashville Jack Jersey & The Jordanaires grabaron el LP I wonder para el público europeo y Honky tonk man para el público norteamericano. Frank Jones fue el productor y estaba conocido por su trabajo para artistas como Buck Owens y Jim Reeves. En los álbumes musicales aparecieron 8 canciones propias y 4 versiones de otras artistas.
Cuando Jack volvió en los Países Bajos, tendría que esperar con el lanzamiento de I wonder, porque In the still of the night estaba todavía en los 10 principales. Algún tiempo después, cuando se lanzó su LP I wonder alcanzó al número 3.
En 1980, después de tres años de silencio, lanzó su sencillo llamado Sri Lanka... my Shangri-La. Este sencillo alcanzó el número 2 en los Países Bajos, 2 en Bélgica, 6 en Austria, 8 en Suiza y 34 en Alemania. Para el cantante, artista Jack Jersey, se convirtió en su mayor éxito. Algunos años más tarde tenía éxito en Polonia con una venta de 78,000 copias de su LP Close to you. Viajó a diferentes países para grabar sus videoclips. No solo en los Países Bajos y Bélgica, sino también en España, Austria, Bulgaria, México, Indonesia, Sri Lanka y Túnez, se grabaron películas musicales y videoclips que fueron transmitidos en la televisión holandesa por varias emisoras como AVRO, TROS o NCRV.

### The Shorts

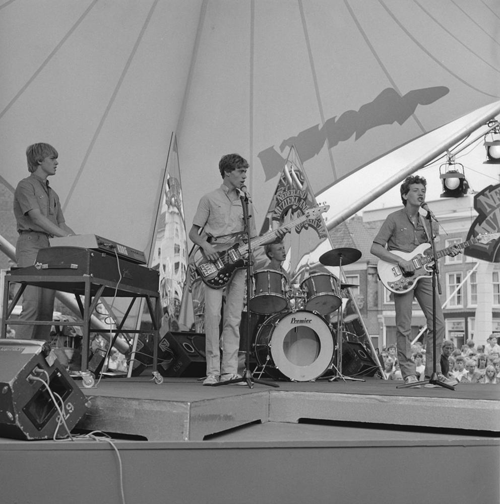
The Shorts en Nederland Muziekland, 1983

En 1983, De Nijs buscaba un sello discográfico compañía discográfica para grabar la canción Comment ça va, que Eddy de Heer había escrito en inglés. Con Polydor tuvo una buena relación con Harry Knipschild, quien prefería una versión holandesa. De Nijs escribió un texto nuevo en holandés en el lugar en media hora, pero finalmente no estaba aceptada por Polydor. Sus representantes no estaban entusiasmados con la canción. Harry Knipschild se contactó con el competidor, Ruud Wams, quien finalmente aceptó la canción a través de la compañía discográfica EMI para lanzar el sencillo.
Los disc jockeys no querían reproducir el disco en la radio. Sin embargo, la canción fue rápidamente aceptada por el público. En las listas de éxitos musicales el sencillo alcanzó el número 1 en los Países Bajos, Francia, Bélgica, Alemania, Austria, Suiza y Noruega, con versiones en varias lenguas. En los Países Bajos fue el sencillo más vendido del año 1983. En Francia se vendieron más de un millón de copias.Luego, la próxima producción de The Shorts,  Je suis, tu es , también fue un sencillo de éxito en varios países.
Al final de su carrera, Jack de Nijs y los artistas que representaba habían vendido más de veinte millones de discos.

### Salud
En 1985 y nuevamente en 1986 se observaron pólipos pólipo en las cuerdas vocales, y dos años más tarde, en 1988, se le diagnosticó un tumor maligno en la faringe y la laringe.
Se sometió a cirugía y radioterapia varias veces. Después de estos tratamientos pesados, el vive diariamente bajo una medicación significativa con analgésicos, pero nunca se recuperará por completo. En octubre de 1996 él estaba muy enfermo. En febrero de 1997, se concedió con EMI un último doble CD con el título Thanks for all the years (traducido Gracias por todos los años). En la madrugada del 26 de mayo de 1997, murió a causa de las consecuencias que tuvo a la edad de 55 años en los brazos de su esposa.
Después de que él falleció, los artistas siguieron cantando su música. En los Países Bajos por ejemplo Frans Bauer, Marianne Weber y René Schuurmans lanzaron versiones de sus canciones, y de otros países fueron artistas como Frank Michael en francés. 

### Distinciones

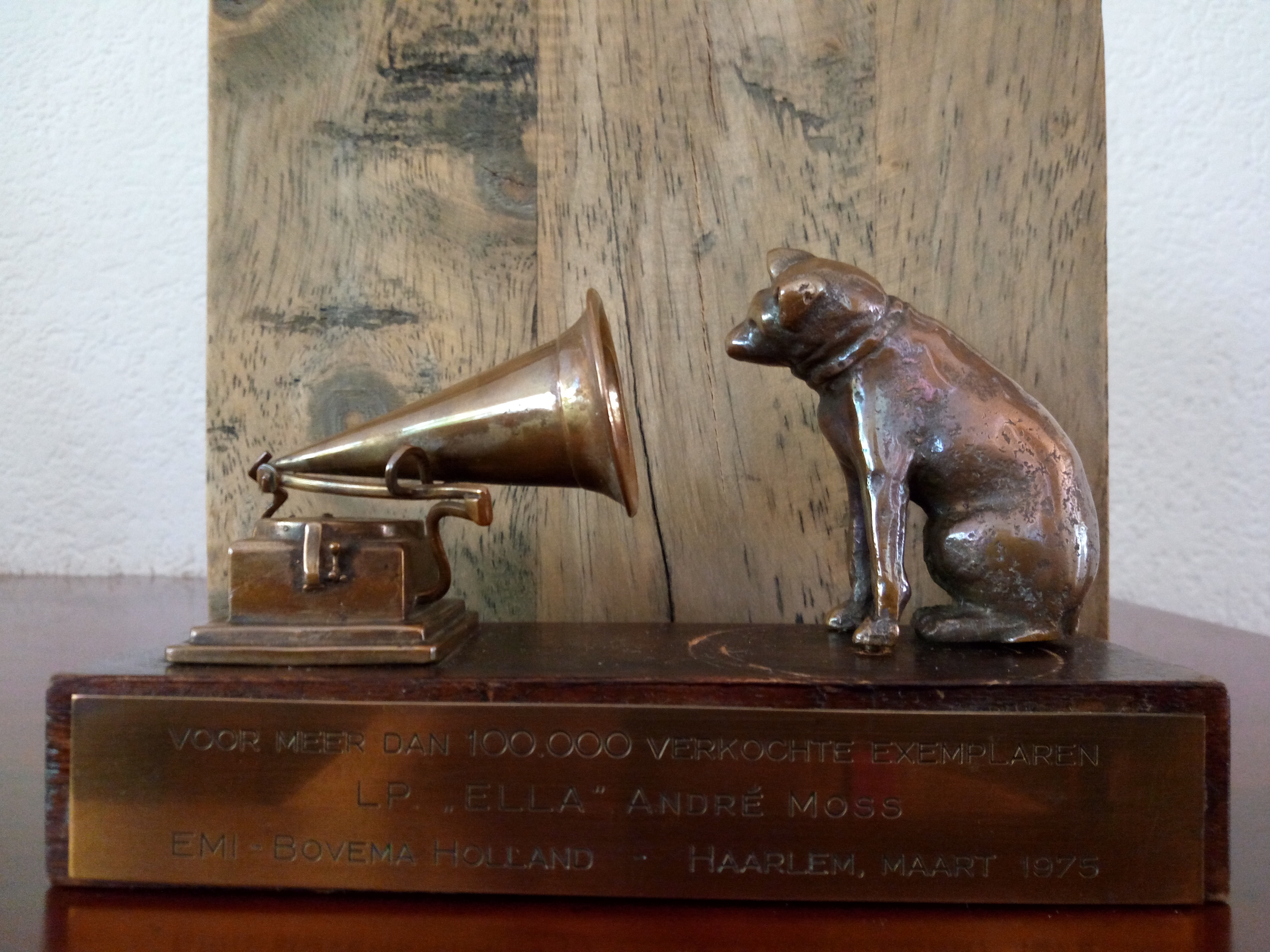
5 veces His Master's Voice

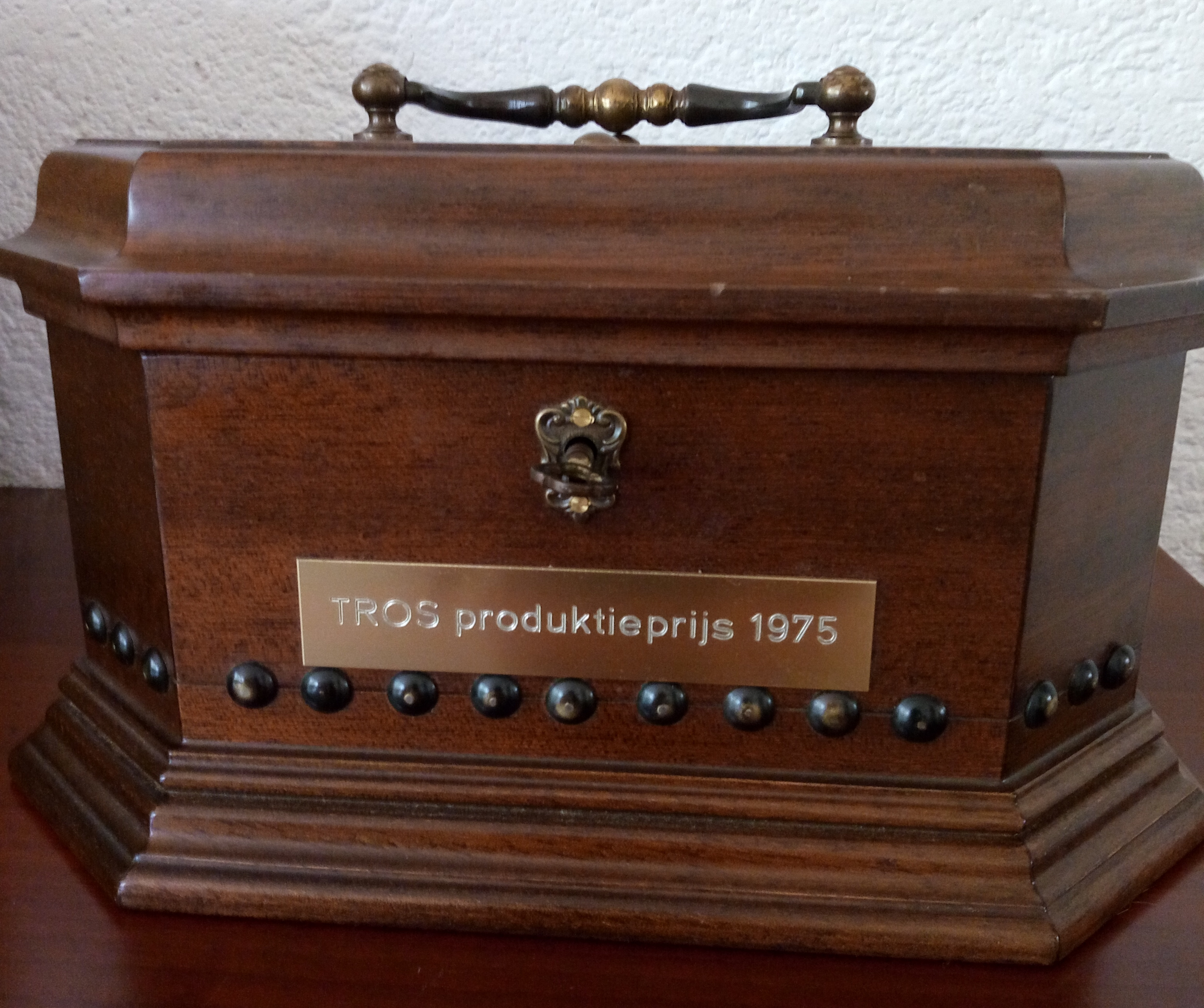
Premio de Producción de TROS, 1975

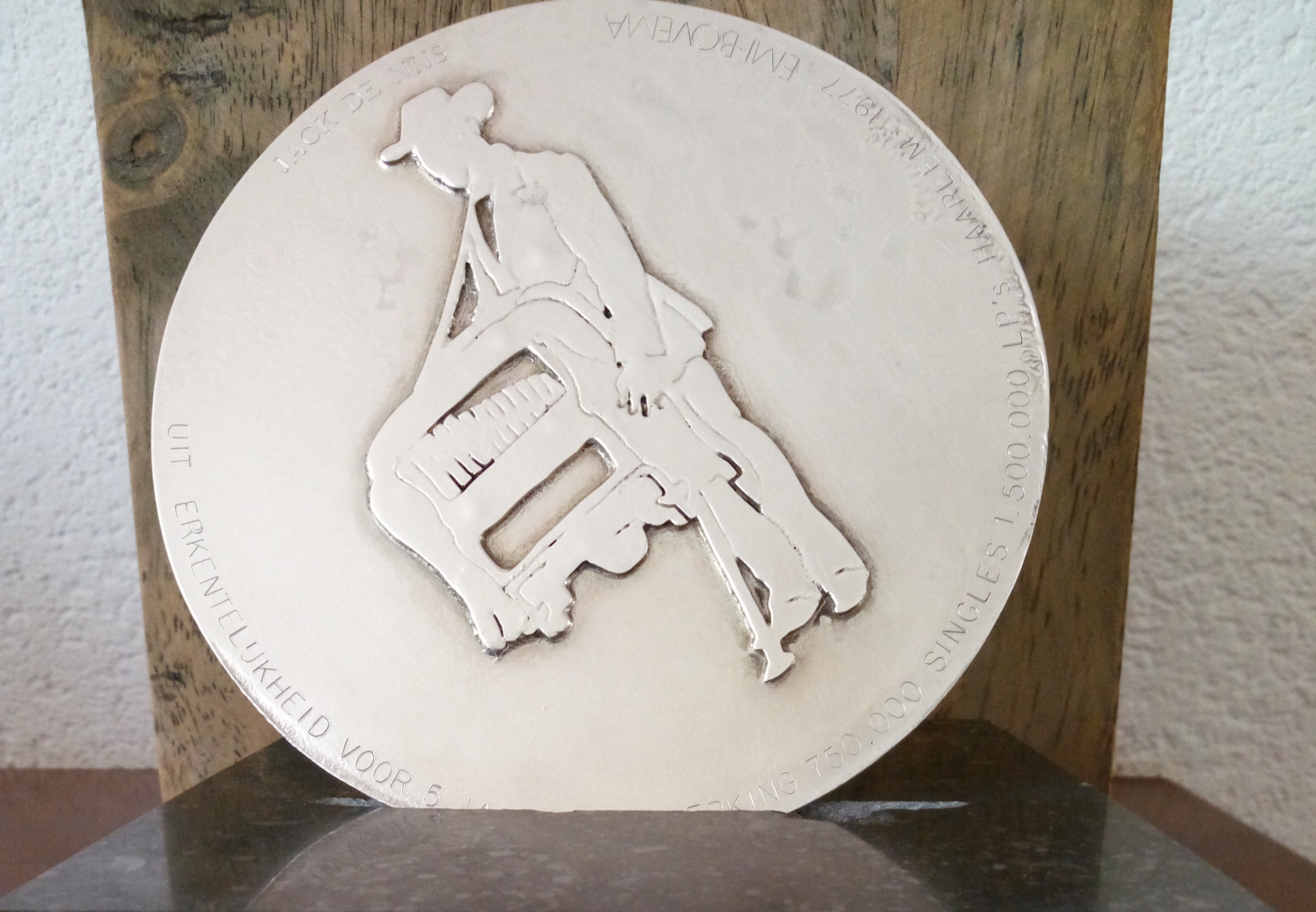
Plaqueta de plata sobre base de mármol de Bovema en honor de Jack de Nijs, 1977, este premio especial nunca había sido otorgado a nadie antes.

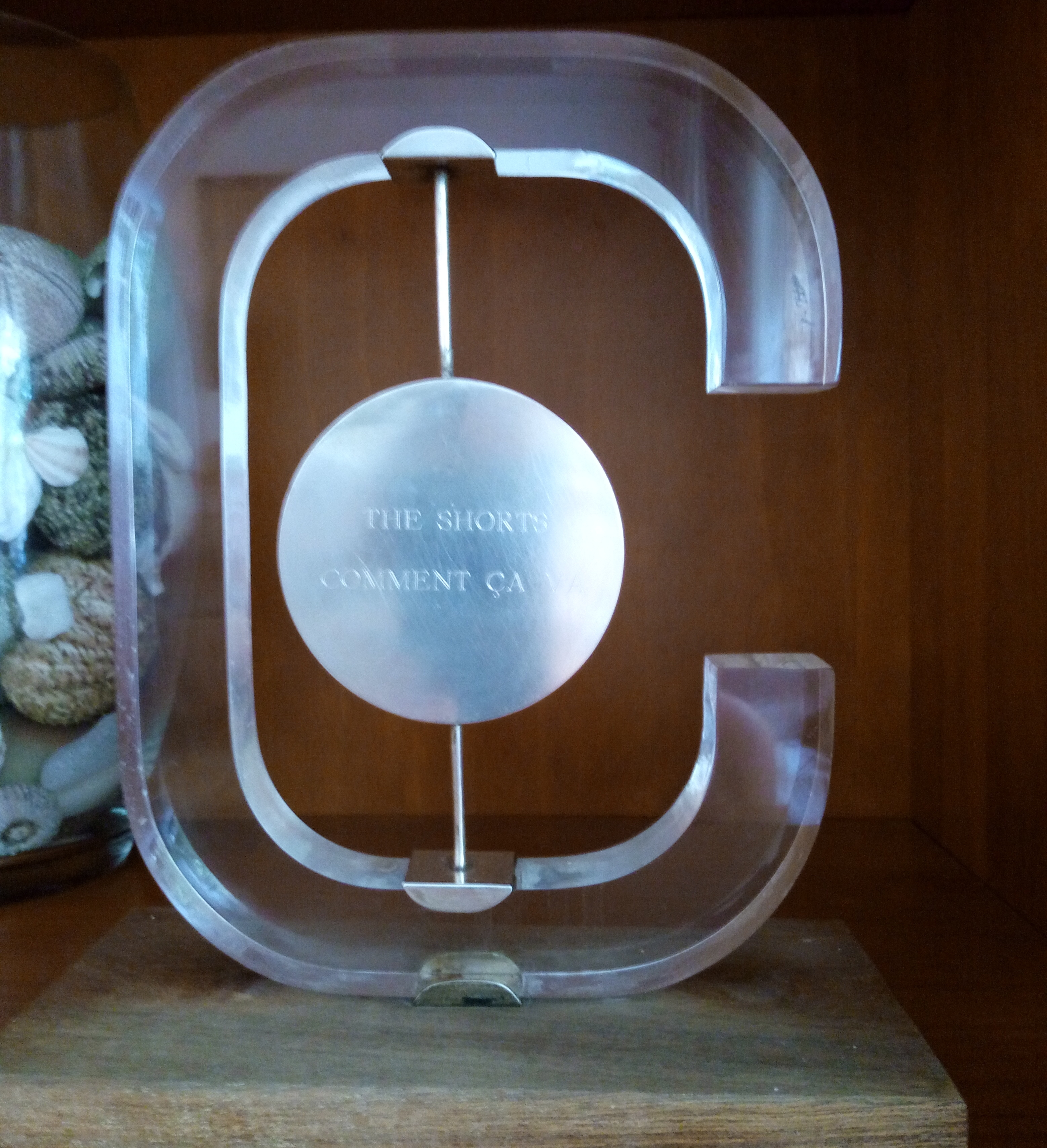
Premio de Exportación de Conamus, 1983

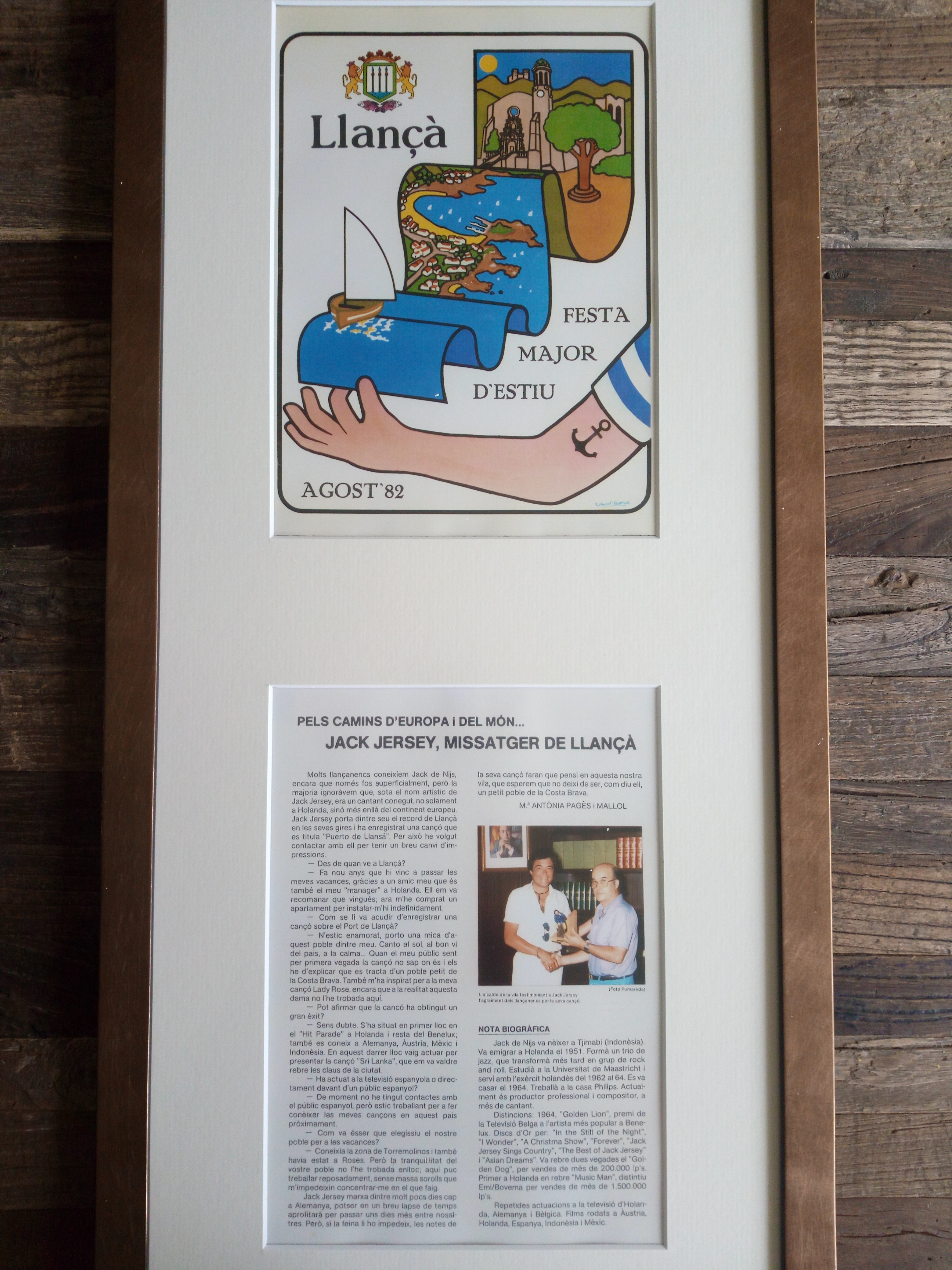
Jack Jersey, Mensajero de LLansa, 1982

Jack de Nijs recibió muchas distinciones por su trabajo como cantante, compositor de canciones y productor, incluido las certificaciones oficiales de 16 discos de platino, 30 discos de oro y 5 His Master's Voice ('La voz de su amo').
Ejemplos de varios distinciones que recibió, son:
- 1972: Bolígrafo dorado de Conamus.
- 1974: Premio León de Oro de la televisión Belga BRT, para el artista de grabación más popular del Benelux.
- 1974: Premio de Producción de TROS.
- 1974: His Master's Voice ('La voz de su amo') Gramófono de porcelana de Bovema.
- 1976: Premio al artista más popular de los Países Bajos, junto con André van Duin.
- 1977: Plaqueta de plata de  Bovema para las ventas que subían los 750,000 sencillos y los 1.500.000 álbumes.
- 1978: Certificado firmado por Frie Thijs (secretaria) y Marinus Wagtmans (presidente) en nombre del comité organizador, como muestra de gratitud, ya que la cooperación de Jack Jersey hizo posible la llegada del Tour de Francia a St. Willebrord. (El prólogo en Leiden, la primera etapa, parte A, que une a Leiden con St. Willebrord, ganó el 30 de junio de 1978 por Jan Raas.[14][15]
- 1980: Certificado NVPI de la Federación Internacional de la Industria Fonográfica.
- 1982: Mensajero de Llansa, recibió título honorífico recibido del alcalde de Llansa en Cataluña.[16]

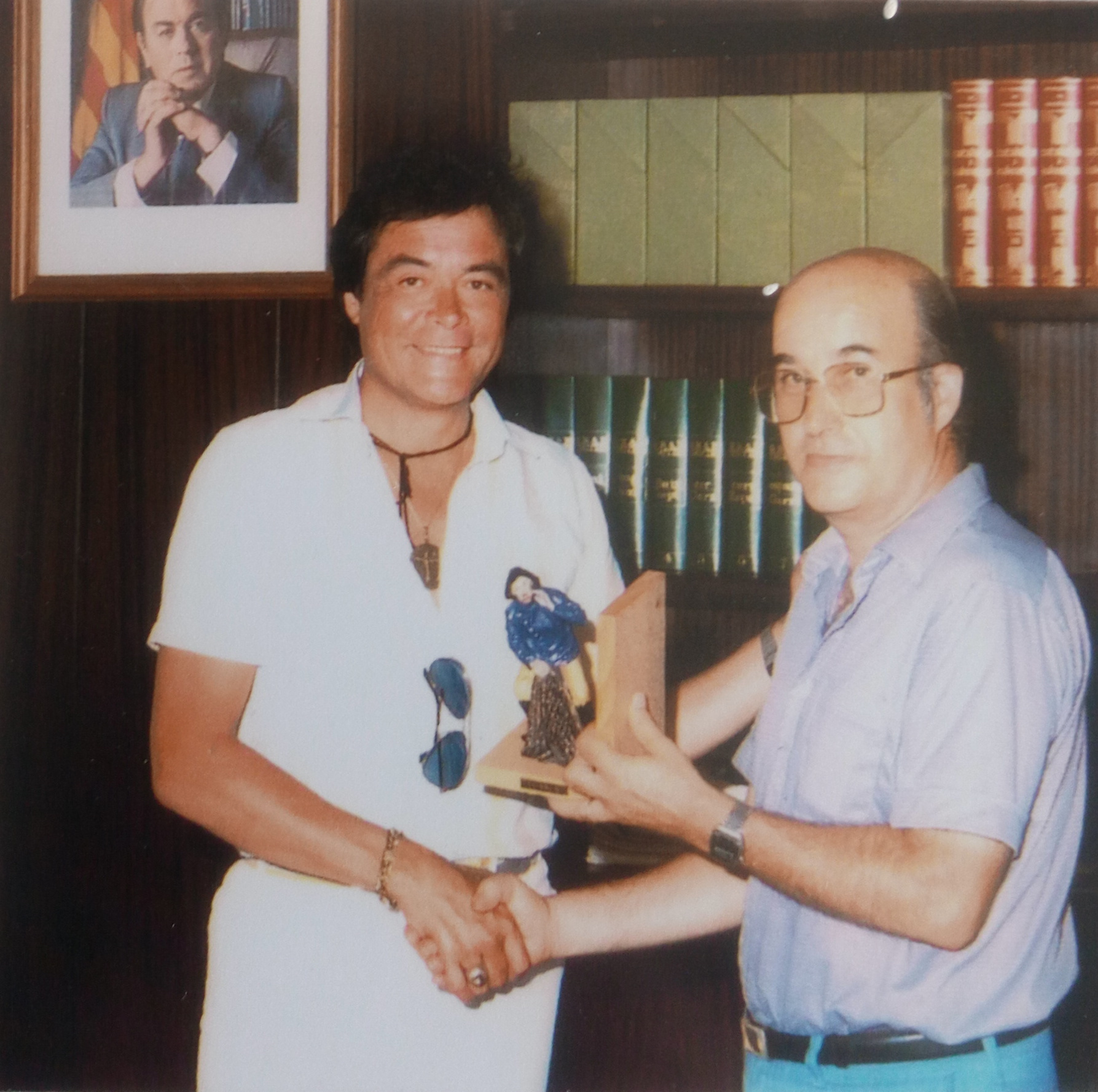
Jack Jersey y alcalde de Llansa, 1982

- 1983: Premio de Exportación de Conamus por su trabajo para Comment ça va de The Shorts.

#### (Homenaje) póstumo
En enero de 2007, EMI lanzó su colección Asian Dreams and Greatest Hits. La traducción es Sueños asiáticos y mayores éxitos. Además de dos CD, incluye un DVD que contiene, entre otras cosas, el informe del viaje musical que realizó para la televisión holandesa AVRO en 1977 por su nativa Indonesia dirigida por Theo Ordeman, un conocido director de televisión holandés. Además, hay clips de televisión de programas de televisión históricos, como los de TopPop (Países Bajos) y Musikladen (Alemania).
El 24 de mayo de 2009, se celebró por primera vez un Festival de Jack Jersey en el centro de su ciudad Roosendaal, en Oude Markt y en Raatskelder. Varios artistas actuaron en su honor, incluyendo sus descubrimientos Frank & Mirella y Nick MacKenzie. El Raatskelder tiene una conexión histórica con el cantante y el compositor, porque tenía un estudio de música allí en el ático en los años sesenta.
En 2017 el es uno de los iconos de Roosendaal en el museo Tongerlohuys.
El 10 de marzo de 2018 con motivo de la celebración de 750 años de Roosendaal bajo el lema: El ADN de Roosendaal, también un retrato de Jack fue realizado por 15 grafiteros profesionales.

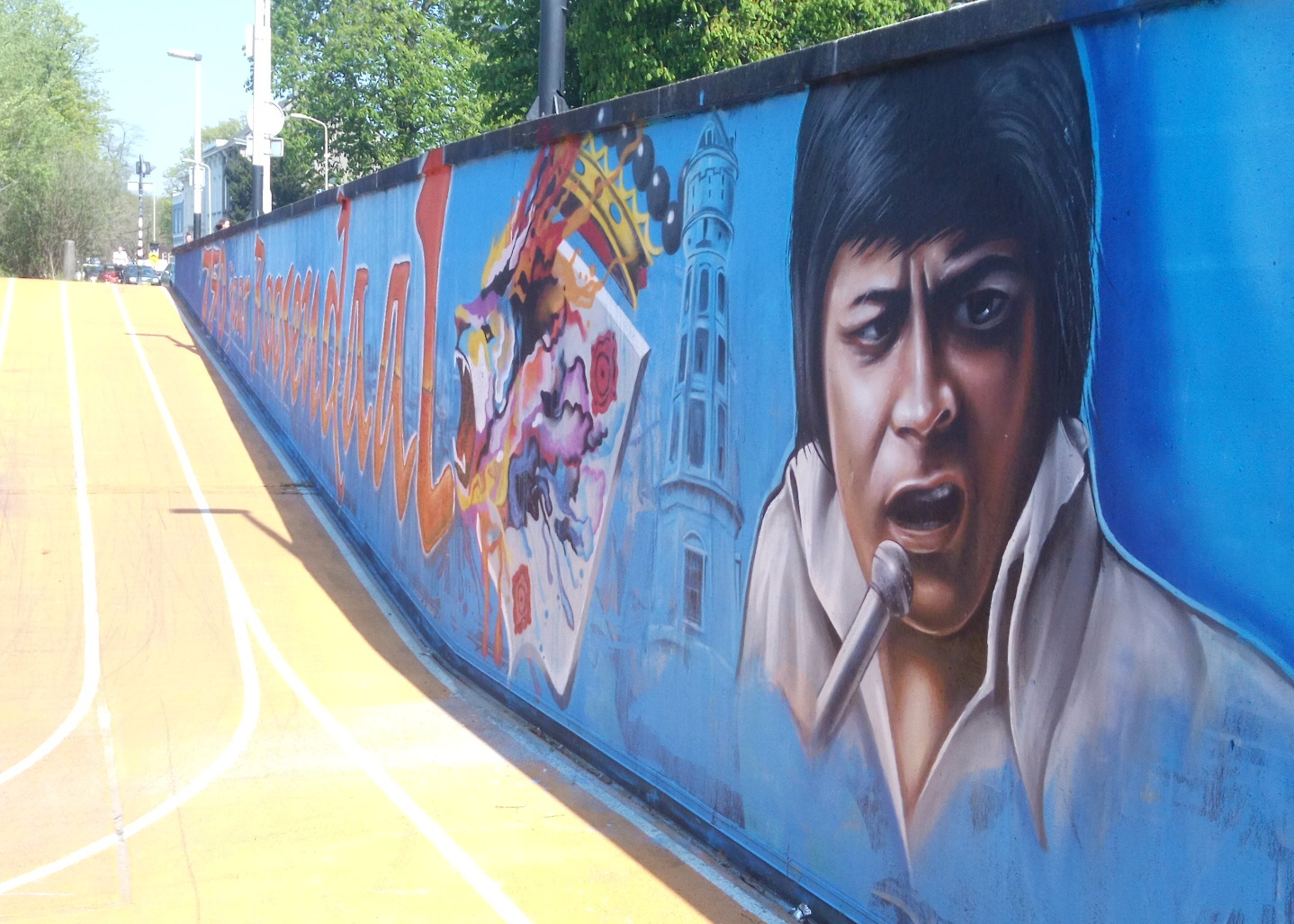
Kadetunnel la celebración de 750 años de Roosendaal, 2018

En 2020 apareció su propia canción Una Noche Mexicana en Soulmates (serie de TV) transmitida por AMC.
En septiembre de 2023, la canción Rub It In de Jack Jersey and the Jordanaires aparecerá en la popular serie de televisión Sex Education temporada 4 (episodio 5) que será transmitida por Netflix.

## Discografía

### Productor y compositor de canciones para otras artistas
Álbumes
| Año  | artista           | título           | soporte | honorario  | participación            |
| ---- | ----------------- | ---------------- | ------- | ---------- | ------------------------ |
| 1974 | Jan Boezeroen     | Oei, oei         | LP      | oro        | productor y compositor   |
| 1974 | André Moss        | Ella             | LP      | 3x platine | productor y compositor   |
| 1974 | André Moss        | Ella             | casete  | oro        | productor y compositor   |
| 1974 | André Moss        | Rosita           | LP      | platino    | productor y compositor   |
| 1974 | André Moss        | Rosita           | casete  | oro        | productor y compositor   |
| 1974 | artistes diverses | Op losse groeven | LP      | oro        | productor y cocompositor |
| 1975 | André Moss        | My Spanish rose  | casete  | oro        | productor y compositor   |

Sencillos
| Año  | artista           | título            | honorario      | participación            |
| ---- | ----------------- | ----------------- | -------------- | ------------------------ |
| 1969 | Leo den Hop       | Antoinette        | oro (NL)       | productor y compositor   |
| 1969 | Ray Miller        | Antoinette        | platino (D)    | compositor               |
| 1970 | Ray Miller        | Sophia Loren      | oro (D)        | compositor               |
| 1970 | Tony Bass         | Gina Lollobrigida | platino (NL)   | productor y compositor   |
| 1970 | Ray Miller        | Gina Lollobrigida | platino+or (D) | compositor               |
| 1970 | Sjakie Schram     | Zuster, oh zuster | oro (NL)       | compositor               |
| 1970 | Jan Boezeroen     | De fles           | platino (NL)   | productor y cocompositor |
| 1971 | Cock van der Palm | Mira              | platino        | productor y compositor   |
| 1971 | Jan Boezeroen     | Oei, oei          | platino (NL)   | productor y compositor   |
| 1973 | Nick MacKenzie    | One is one        | platino (NL)   | productor y cocompositor |
| 1973 | Nick MacKenzie    | Juanita           | oro (NL)       | productor y cocompositor |
| 1973 | Nick MacKenzie    | Juanita           | oro (D)        | productor y cocompositor |
| 1974 | Nick MacKenzie    | Peaches on a tree | oro (NL)       | productor y cocompositor |
| 1983 | The Shorts        | Comment ça va     | platino (NL)   | productor                |
| 1983 | The Shorts        | Comment ça va     | platino (F)    | productor                |
| 1983 | The Shorts        | Je suis, tu es    | oro (NL)       | productor                |

### Artista solista
Álbumes
La presentación es del Dutch Top 40 (luego el Top 75) de Radio Verónica.
| Año  | álbum                          | Top 40          | noticias                                     |
| ---- | ------------------------------ | --------------- | -------------------------------------------- |
| 1968 | Jack de Nijs zingt Sofia Loren | -               | como Jack de Nijs                            |
| 1974 | In the still of the night      | 3 (29 semanas)  | LP de platino y casete de platino            |
| 1975 | I wonder                       | 7 (13 semanas)  | 2 LPs de oro y 2 casetes de oro              |
| 1975 | A Christmas show               | 31 (3 semanas)  | 2 LPs de oro                                 |
| 1976 | Jack Jersey sings country      | 15 (12 semanas) | 2 LPs de oro                                 |
| 1976 | The best of Jack Jersey        | 2 (19 semanas)  | LP de platino                                |
| 1977 | Forever                        | 22 (10 semanas) | LP de oro                                    |
| 1977 | Asian dreams                   | 5 (20 semanas)  | 2 LPs de oro                                 |
| 1978 | Mexico bienvenido              | 17 (10 semanas) | LP de oro                                    |
| 1979 | The King and I                 | 25 (12 semanas) |                                              |
| 1979 | Accept my love                 | 37 (2 semanas)  |                                              |
| 1980 | Sri Lanka... my Shangri-La     | 38 (8 semanas)  | LP de platino                                |
| 1981 | Jack Jersey show               | 28 (8 semanas)  | álbum con Lisa MacKeag y Maurice de la Croix |
| 1982 | Dreamer                        | 28 (9 semanas)  |                                              |
| 1988 | Close to you                   | 35 (9 semanas)  | LP de oro más de 78.000 vendido en Polonia   |
| 1997 | Thanks for all the years       | -               | 2 CD                                         |
| 2007 | Asian dreams and greatest hits | 51 (5 semanas)  | DVD y 2 CD, oro                              |

Sencillos
En los Países Bajos hay dos listas de éxitos musicales (Dutch Top 40 y Hitparade) y en Bélgica se trata de Flandes (BRT).
| Año  | sencillo                                                             | Top 40         | Hitparade      | BRT 30          | noticias                                                        |
| ---- | -------------------------------------------------------------------- | -------------- | -------------- | --------------- | --------------------------------------------------------------- |
| 1970 | Sofia Loren                                                          | 23 (3 semanas) | 21 (2 semanas) | -               | como Jack de Nijs                                               |
| 1970 | Al ben ik mister Mundy niet                                          | tip            | -              | -               | como Jack de Nijs                                               |
| 1971 | Oh daar heb je ze weer                                               | 36 (4 semanas) | -              | -               | como Jack de Nijs                                               |
| 1971 | Blame it on the summersun                                            | 35 (2 semanas) | -              | -               | como Ruby Nash                                                  |
| 1972 | Ay, ay, waar blijft Maria                                            | 25 (4 semanas) | 28 (1 semana)  | -               | como Jack \|de Nijs                                             |
| 1972 | Helena                                                               | 28 (3 semanas) | -              | -               | como Jack de Nijs                                               |
| 1972 | Marian                                                               | tip            | -              | -               | como Jack de Nijs Sextet                                        |
| 1973 | Hee dans met mij                                                     | tip            | -              | -               | como Jack de Nijs Sextet                                        |
| 1973 | I'm calling                                                          | 13 (7 semanas) | 12 (5 semanas) | 10 (10 semanas) |                                                                 |
| 1973 | Don't break this heart                                               | 17 (6 semanas) | 18 (4 semanas) | 4 (6 semanas)   |                                                                 |
| 1974 | In the still of the night                                            | 6 (11 semanas) | 5 (11 semanas) | 2 (15 semanas)  | sencillo de oro en los Países Bajos y Bélgica 21 (6 semanas)    |
| 1974 | Papa was a poor man                                                  | 5 (11 semanas) | 5 (13 semanas) | 3 (12 semanas)  | sencillo de oro                                                 |
| 1974 | Rub it in\|Rub-it in                                                 | 14 (6 semanas) | 13 (5 semanas) | 8 (6 semanas)   | con The Jordanaires                                             |
| 1975 | I wonder                                                             | 11 (7 semanas) | 11 (5 semanas) | 6 (11 semanas)  | con The Jordanaires                                             |
| 1975 | Mary Lee                                                             | 38 (3 semanas) | 28 (2 semanas) | 18 (4 semanas)  | con The Jordanaires                                             |
| 1975 | Silvery moon                                                         | 22 (3 semanas) | 22 (4 semanas) | 16 (5 semanas)  |                                                                 |
| 1975 | Gone girl                                                            | 11 (7 semanas) | 12 (5 semanas) | 7 (8 semanas)   |                                                                 |
| 1976 | Me and Bobby McGee                                                   | 22 (5 semanas) | 17 (4 semanas) | 16 (5 semanas)  |                                                                 |
| 1976 | (After sweet memories) Play born to lose again\|After sweet memories | 17 (7 semanas) | 16 (4 semanas) | 16 (3 semanas)  |                                                                 |
| 1976 | Blue brown-eyed lady                                                 | 6 (11 semanas) | 6 (8 semanas)  | 4 (11 semanas)  | sencillo de oro                                                 |
| 1976 | Lonely Christmas                                                     | -              | -              | 18 (3 semanas)  |                                                                 |
| 1977 | Lonely me                                                            | 21 (6 semanas) | 24 (3 semanas) | 22 (4 semanas)  |                                                                 |
| 1977 | On this night a thousand stars                                       | tip            | tip            | 25 (3 semanas)  |                                                                 |
| 1977 | Forever                                                              | tip            | tip            | -               |                                                                 |
| 1977 | She was dynamite                                                     | 18 (6 semanas) | 22 (4 semanas) | 11 (7 semanas)  |                                                                 |
| 1977 | Asian dreams                                                         | -              | -              | 29 (1 semana)   |                                                                 |
| 1980 | Sri Lanka... my Shangri-La                                           | 4 (10 semanas) | 3 (12 semanas) | 2 (11 semanas)  | sencillo de platino 34 (5 semanas) 6 (12 semanas) 8 (6 semanas) |
| 1980 | Woman                                                                | 28 (4 semanas) | 39 (4 semanas) | 21 (1 semana)   |                                                                 |
| 1981 | Shanah                                                               | 26 (5 semanas) | 27 (7 semanas) | -               |                                                                 |
| 1981 | Lonely street                                                        | tip            | -              | -               |                                                                 |
| 1982 | Puerto de Llansa (Lady Rose)                                         | 26 (5 semanas) | 35 (5 semanas) | -               |                                                                 |
| 1982 | Papa was a poor man (live)                                           | tip            | -              | -               | live in Indonesia                                               |
| 1985 | All I do is dream                                                    | tip            | tip            | -               |                                                                 |
| 1988 | Lady                                                                 | tip            | 59 (9 semanas) | -               |                                                                 |
| 1988 | Happy Xmas (War is over) / Gelukkig Kerstfeest                       | -              | 15 (5 semanas) | -               | Artistas para la Casa de Ronald McDonald                        |
| 1989 | Hurry home                                                           | -              | 76 (6 semanas) | -               |                                                                 |
| 1990 | Here comes summer                                                    | -              | 63 (7 semanas) | -               |                                                                 |
| 1991 | Blame it on the summersun                                            | -              | 65 (5 semanas) | -               |                                                                 |

## Galería

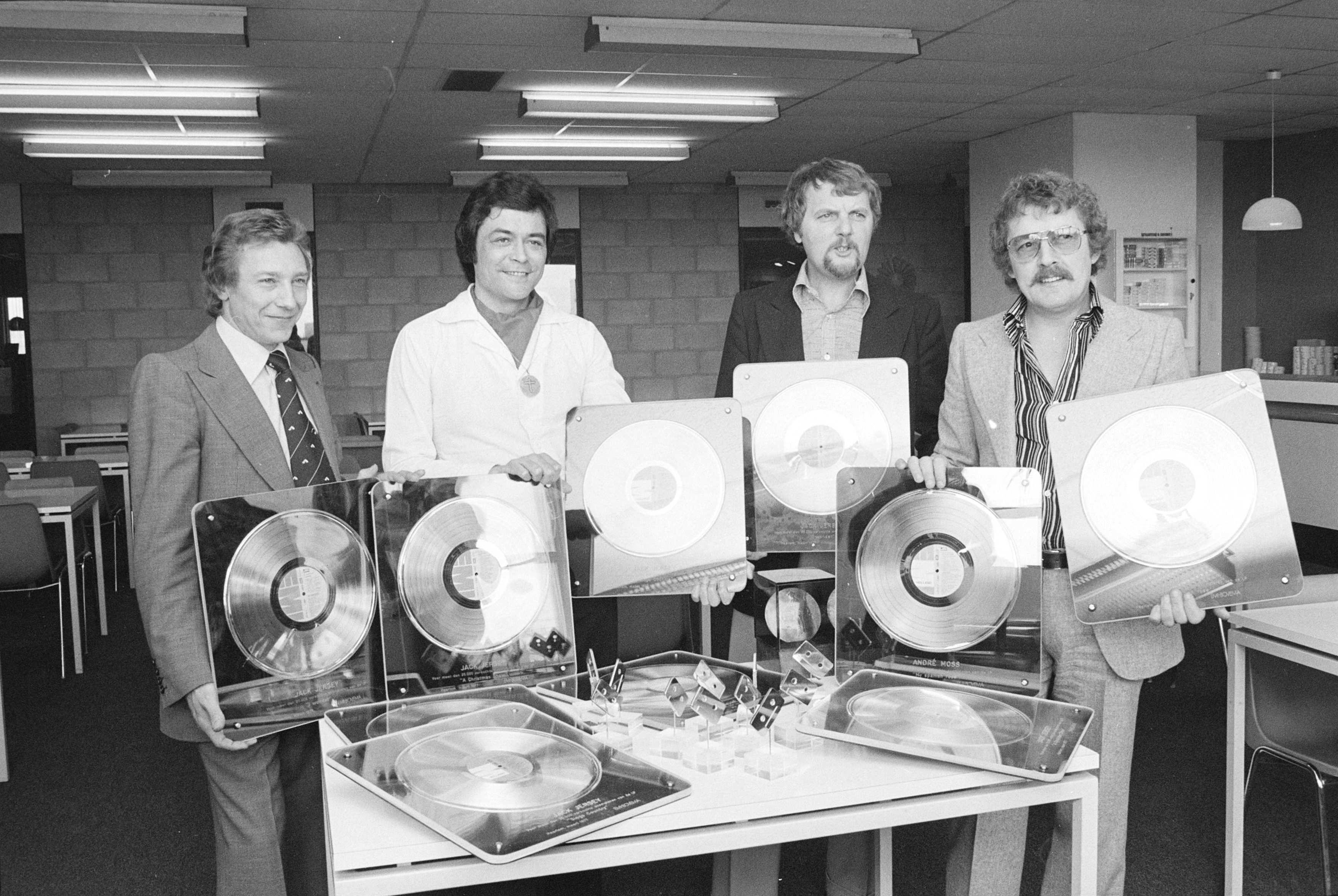
Persona desconocida, Jack de Nijs, Cees den Daas y André Moss
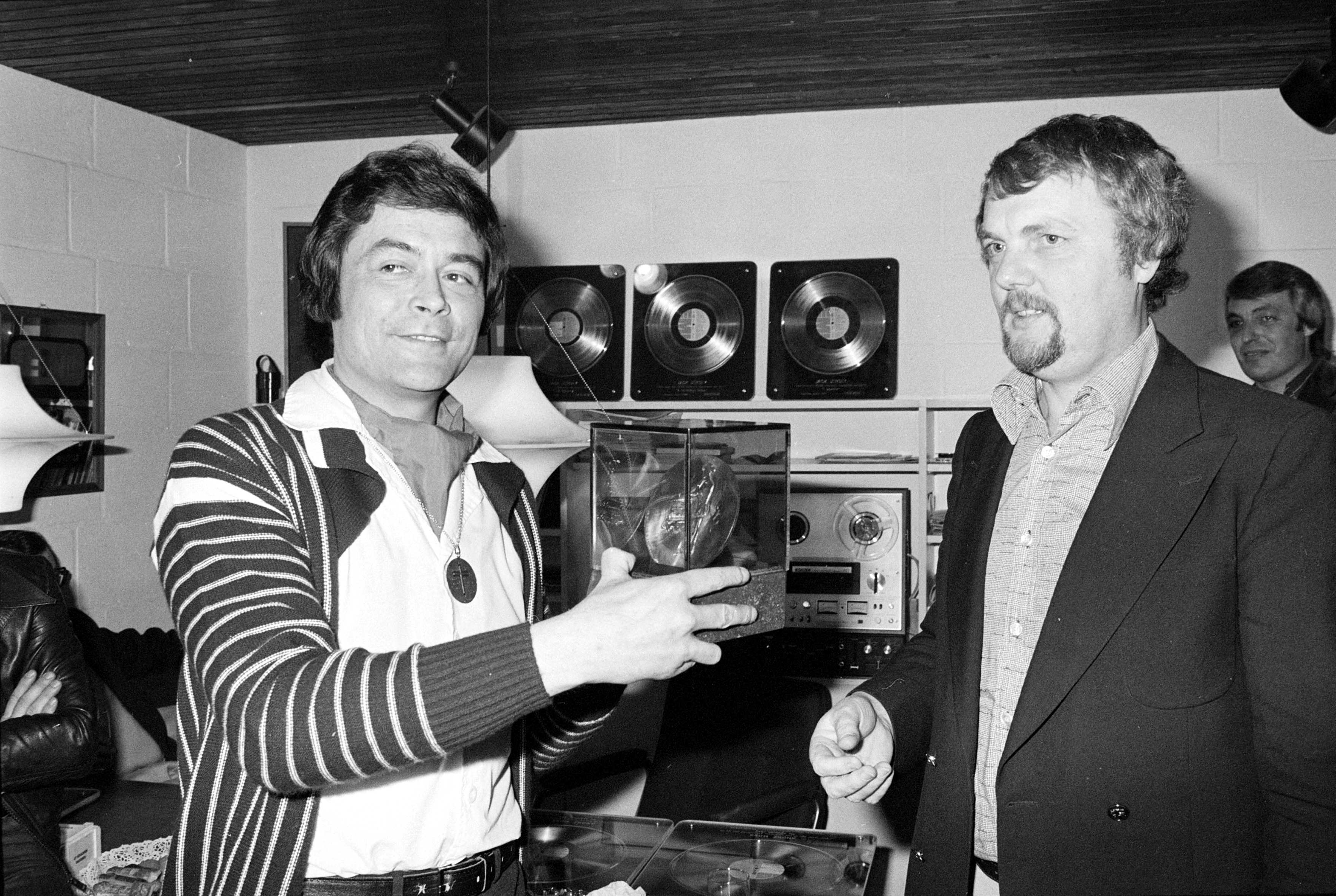
Jack de Nijs y Cees den Daas